# Марсель-Ла-Бель-де-Ме

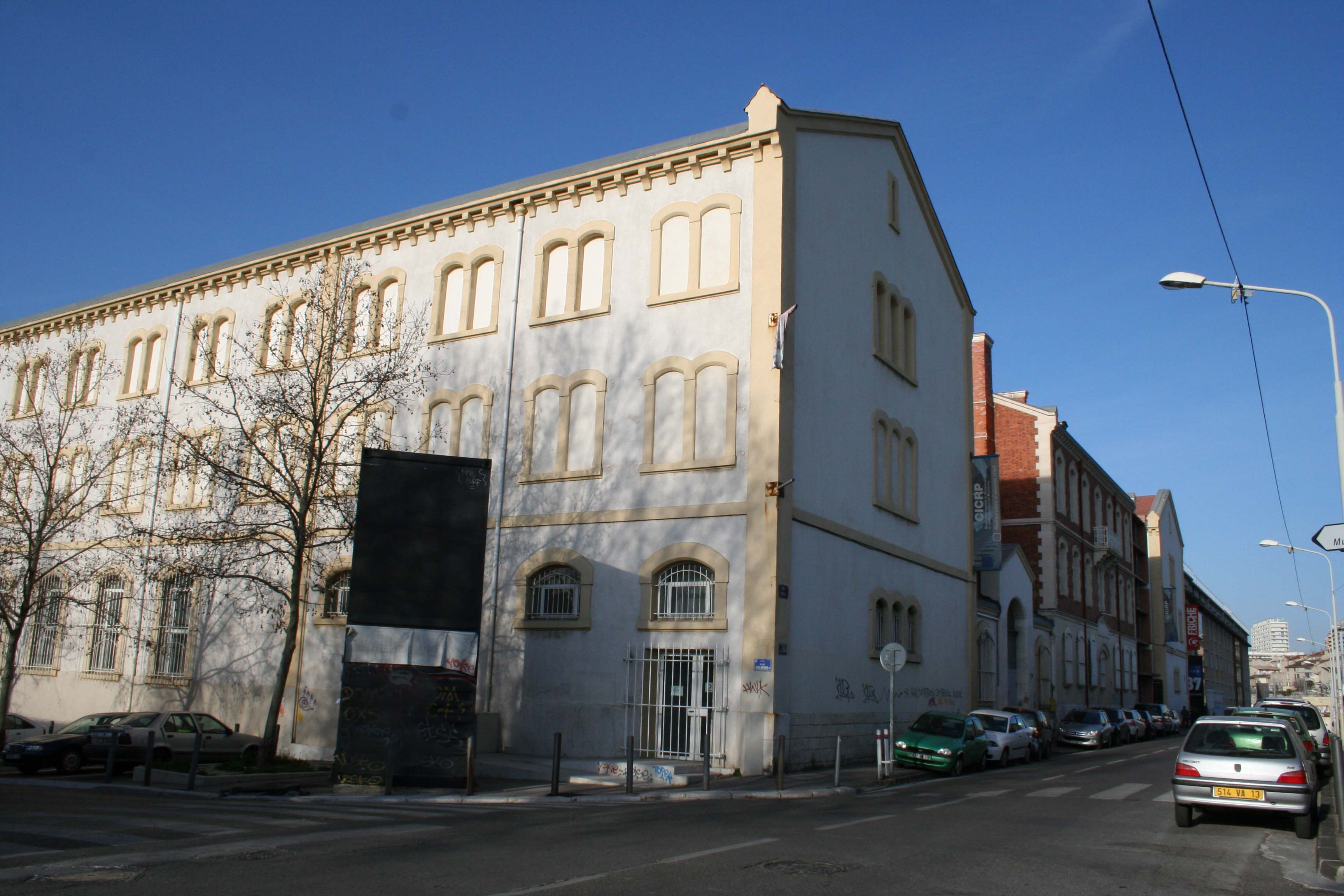
Бывшая табачная фабрика

Марсе́ль-Ла-Бель-де-Ме (фр. Marseille-La Belle-de-Mai) — кантон во Франции, находится в регионе Прованс — Альпы — Лазурный Берег, департамент Буш-дю-Рон. Входит в состав округа Марсель.
Код INSEE кантона — 1317. В кантон Марсель-Ла-Бель-де-Ме входит часть коммуны Марсель.
Население кантона на 2008 год составляло 28 863 человека.